# 玉山蓼蚜
玉山蓼蚜（学名：Myzakkaia niitakaensis）为常蚜科蓼蚜屬下的一个种。